# Gomphostigma virgatum
Espèce
Classification APG III (2009)
Gomphostigma virgatum est une espèce de plantes de la famille des Scrofulariacées originaire du sud de l'Afrique.

## Position taxinomique et historique
Comme le genre, Gomphostigma virgatum est actuellement placée dans la famille des Scrophulariaceae, tribu des Buddlejeae.
En 1782, Carl von Linné le Jeune décrit la première fois cette plante dans le genre Buddleja : Buddleja virgata L.f..
En 1888, Henri Ernest Baillon la place dans le genre Gomphostigma : Gomphostigma virgatum (L.f.) Baill..
En 1898, Carl Ernst Otto Kuntze place la plante dans la famille des Loganiacées ; par la même occasion, il fait de Gomphostigma scorpioides Turcz. un synonyme de Gomphostigma virgatum.
La classification phylogénétique AGP III a inclus ce genre dans la famille des Scrofulariacées.

## Description
Gomphostigma virgatum forme de petits arbustes, érigés, pouvant atteindre trois mètres de haut, persistants. La ressemblance de la ramure à l'osier - par ses tiges effilées - explique l'épithète spécifique.
Les feuilles, fines, gris argenté, sont opposées et sessiles.
Les fleurs sont disposées en faible nombre en cymes composées. La corolle est tétramère, imbriquée. Elle porte quatre étamines. L'ovaire est supère.
La floraison est signalée comme parfumée : il s'agit néanmoins d'un parfum plus que discret.
Le fruit est une capsule divisée en quatre locules.

## Distribution
Toutes les espèces du genre sont originaires du sud de l'Afrique : Afrique du Sud, Namibie, Zimbabwe.
L'usage ornemental de Gomphostigma virgata l'a diffusée dans l'ensemble des pays à climat tempéré doux. Une dénomination horticole est très répandue :
- Gomphostigma virgatum 'White Candy'

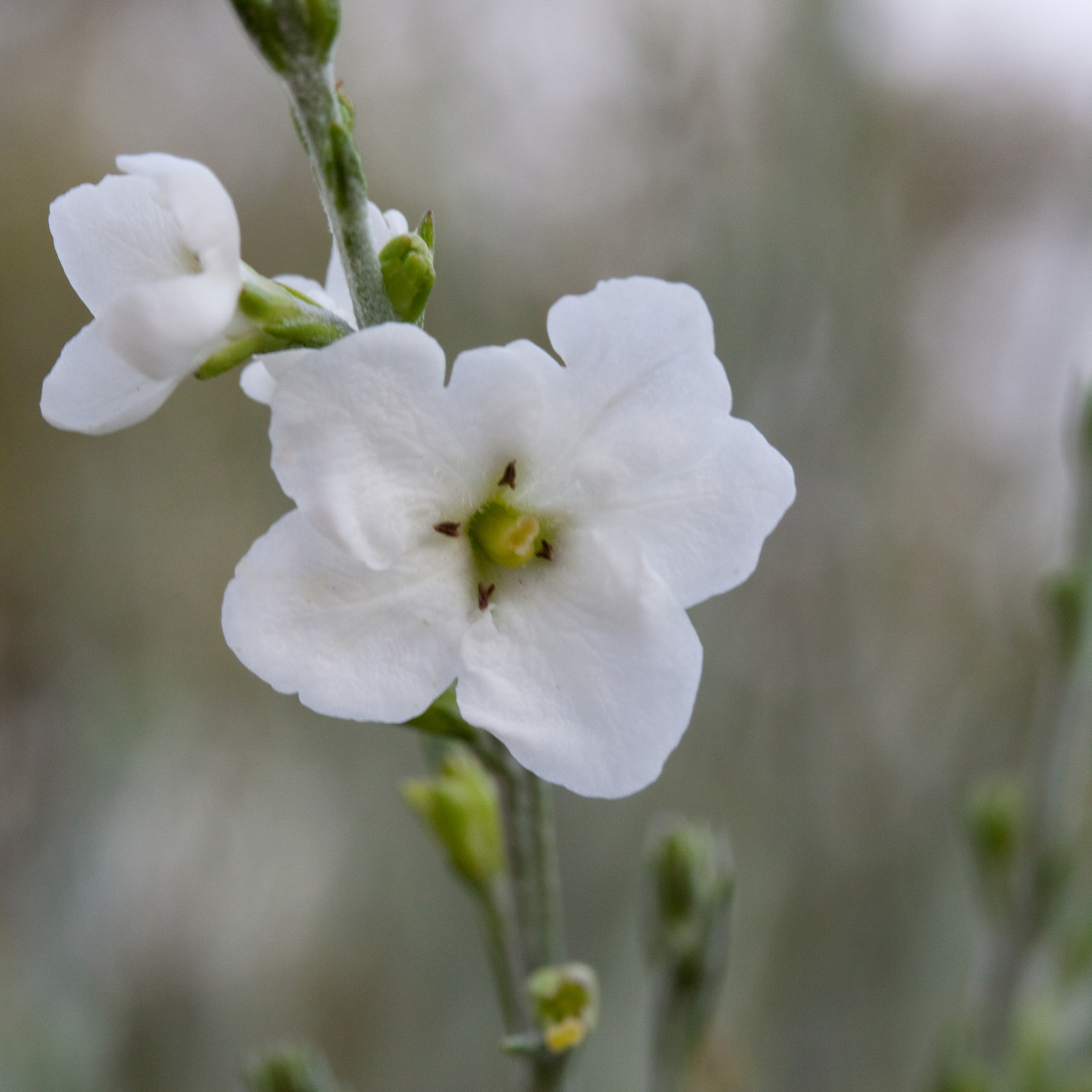
Fleurs
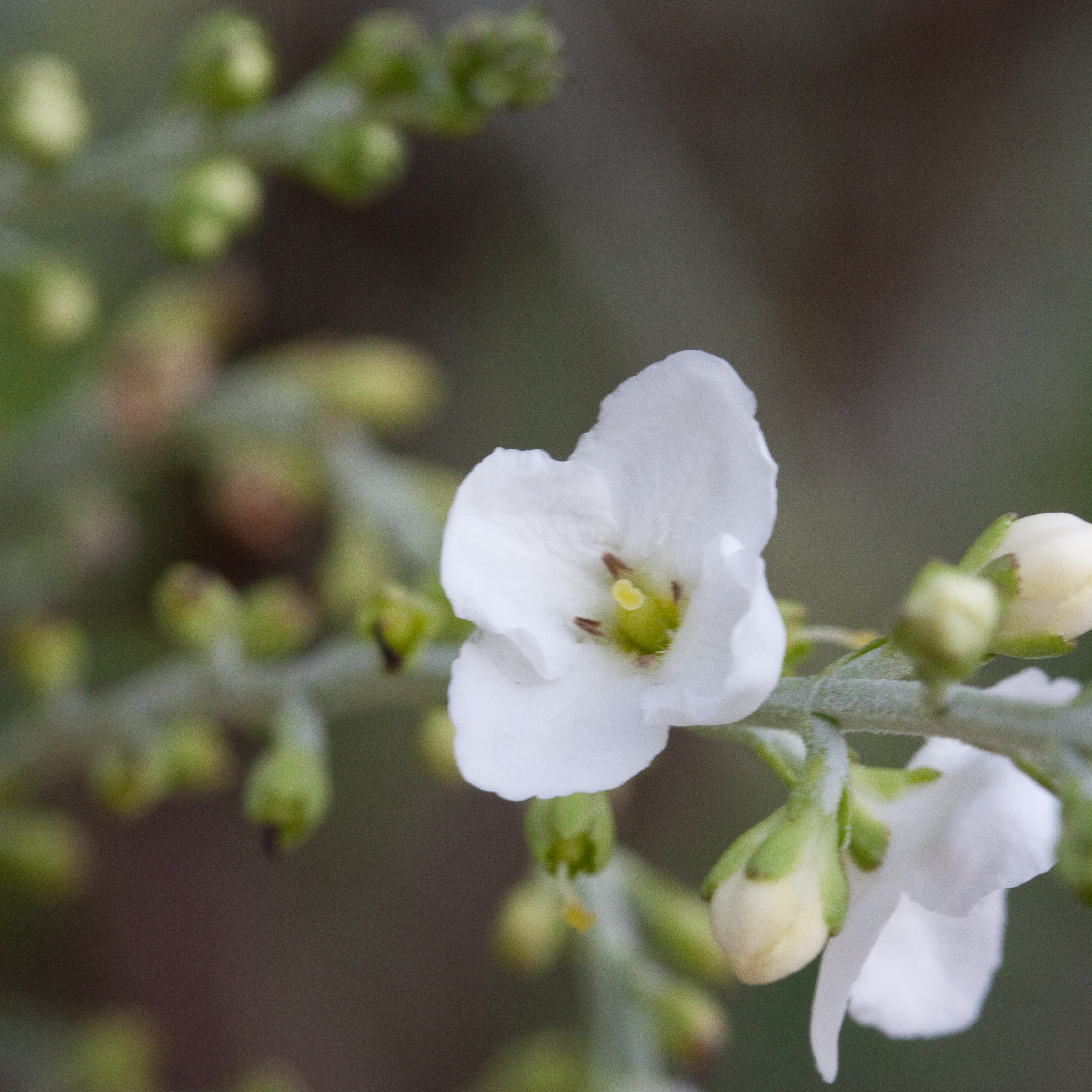
Fleurs
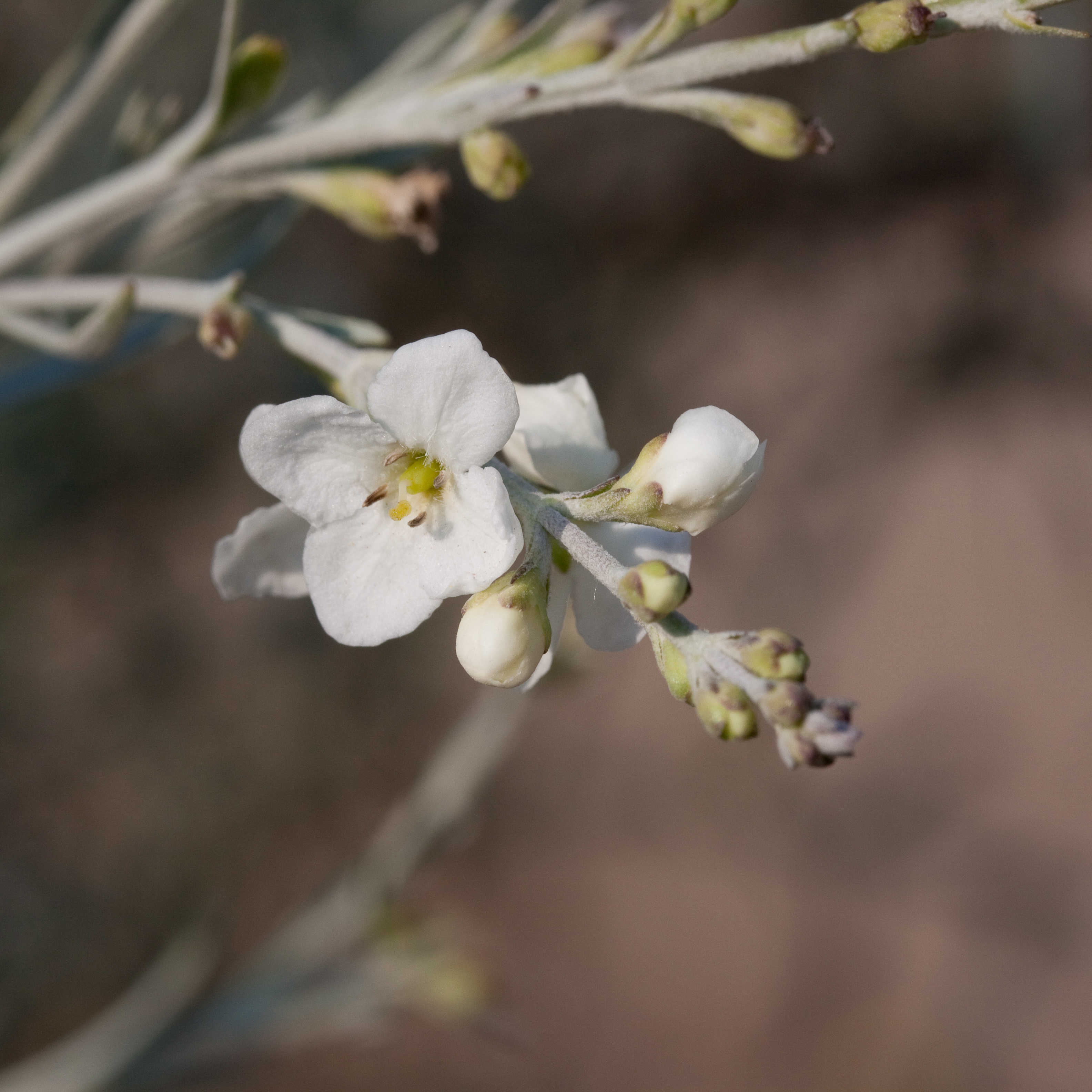
Fleurs
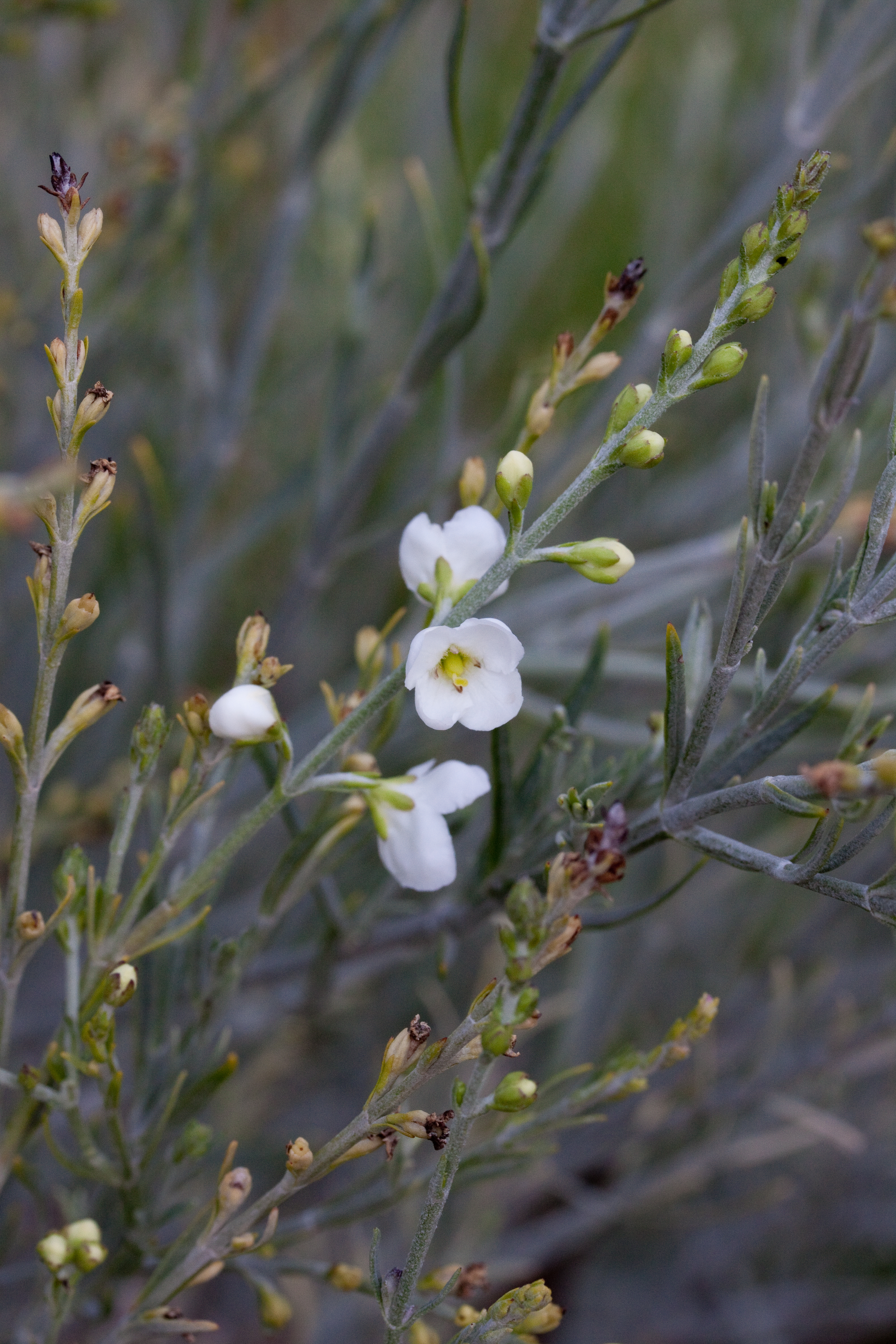
Fleurs